# Budapesti Finomkötöttárugyár
A Budapesti Finomkötöttárugyár (BFK) két vállalat: a Zuglói Kötöttárugyár és a Divat Kötöttárugyár összevonásából alakult meg 1961. január 1-jén, majd kiegészült az 1963. január 1-jén oda csatolt Rákospalotai Kötöttárugyárral. Központját a zuglói gyárban jelölték ki. Ide csatoltak korábban önálló vállalatként működő, az államosításokat követően létrehozott más, de rokon tevékenységi körben tevékenykedő vállalatokat is (Divattervező Vállalat, Kötszövőipari Gépjavító Üzem, Kötszövőipari Mintázó Üzem), amelyek beolvadtak a BFK szervezetébe. A vállalat mindhárom jogelődje még a II. világháború előtt alakult és a BFK-ban való egyesítésük előtt, az 1948-ban végrehajtott államosítást követően vették fel új neveiket.

## Az elődvállalatok

### Zuglói Kötöttárugyár
A Zuglói Kötöttárugyárat Brust Dávid alapította 1906-ban Zuglóban, a mai Szugló utca 83-85. szám alatt Első Budapesti Kötöttárugyár néven. Üzemében 25 emberével harisnyákat gyártott.
Az ipart támogató törvénynek, a szubvencióknak, az adókedvezményeknek és – nem utolsósorban – a háborús készülődés folytán beálló keresletnövekedésnek köszönhetően a kis üzem hamarosan komoly gyárrá fejlődött. Már 1909-ben, majd 1912-ben jelentősen bővítette üzemét és a harisnyákon kívül más kötöttáruk előállításával is foglalkoztak. Szakembereket Németországból, Morvaországból vagy a cseh Szudéta-vidékről hoztak, akik azután betanították a magyar munkásokat. Az új gépbeszerzésekkel párhuzamosan az épületeket is bővítették. 1916-ban külön háromszintes épületet emeltek, ennek alagsorában a Brust család részvénytársaságaként 1920-ban alapított Hazai Cérnagyár Rt. működött, a földszinten szabottkesztyű-varrodát létesítettek a katonai rendelések teljesítésére, az emeleten pedig csecsemő- és gyermek-tréningruhák konfekcionálásával foglalkoztak. 1924-ben – az országban elsőként – berendezkedtek selyemharisnyák gyártására is. 1927-ben további kötőgépek beszerzésével ismét bővítették a gépparkot.
1930-ban – a világgazdasági válságot is kihasználva – további fejlesztéseket hajtottak végre a gyárban, amely akkor már – névmagyarosítás következtében – Borbás Testvérek Első Budapesti Kötöttárugyára néven működött. Cérnagombgyártó üzemet is létesítettek, és termékválasztékukat „Luna” márkájú fehérneműikkel bővítették. A II. világháborút megelőző években a háborús készülődés és az első és második bécsi döntés (Dél-Szlovákia és Kárpátalja, ill. Észak-Erdély visszacsatolása) folytán bekövetkezett piacbővülés további fejlesztésekre ösztönözte a céget, aminek során újabb korszerű, nagy teljesítményű gépeket szereztek be. Termékeiket maguk konfekcionálták, erre konfekcióüzemet is berendeztek.
A Borbás testvérek nem élték túl a háborút. Az 1945. január 5-én a Zuglóba bevonult szovjet csapatok a gyárban kirabolt, romos épületeket, berozsdásodott gépeket találtak.

### Divat Kötöttárugyár
A Divat Kötöttárugyár – a hajdani Dukesz és Pelczer Kötöttárugyár – története hasonlóan indult, mint a Brust-féle gyáré. A két textilnagykereskedő az I. világháború után alapította meg a gyárat, pulóverek, mellények, kötött kesztyűk előállítására. A gépeket kiadták bedolgozóknak és biztosították hozzá a fonalat. Kezdetben vásári, piaci áruk gyártására rendezkedtek be, termékeiket főleg durva gyapjú- és vigonyfonalakból készítették. Amikor a Dob utcai kis helyiséget kinőtték, ahol a kezdő és befejező műveleteket végezték, 1927-ben a zuglói Szugló utca 6. szám alá költöztek, nem messze a Brust-gyártól.
Végig, az államosításig megtartották a bedolgozók munkáján alapuló módszert. Az idők folyamán további gépeket is vásároltak. Fokozatosan átálltak fésült gyapjúfonalakból készült finomabb, jobb minőségű kötöttáruk gyártására és Magyarországon ők voltak az elsők, akik a két háború között raschel-gépeken és körhurkológépeken gyapjúkelméket készítettek. Egy bécsi iparművészt foglalkoztattak, aki nemcsak megtervezte az új termékeket, hanem be is tanította a munkásokat a finom áruk gyártására.
Budapest elfoglalásakor ugyanaz a kép tárult a szovjet hadsereg katonái elé, mint a Brust-gyárban.

### Rákospalotai Kötöttárugyár
A Rákospalotai Kötöttárugyár legkorábbi jogelődjét, a Sparber Testvérek céget Sparber Samu és testvére alapította 1911-ben. 1912-ben Első Rákospalotai Kötő- és Kötszövőgyár Rt. néven egy új céget hoztak létre a Sparber Testvérek cég gyárának átvételére. Eredetileg egy rákospalotai földszintes parasztházban és néhány hozzá épített fa barakképületben kezdték meg harisnyák és más kötöttáruk gyártását. Az épület nem sokkal később leégett és akkor építettek a helyén új épületet, amelyet később, ahogy a géppark egyre bővült, többemeletesre bővítettek és toldaléképületekkel egészítettek ki. A pincében helyezték el a kazánházat és a harisnyaformázó üzemet, az utóbbiban így rendkívül mostoha és egészségtelen körülmények között dolgoztak a munkások. 1923–1924-ben nagyobb fejlesztést hajtottak végre és saját fonalszükségletük ellátására gyapjúfonodát is létesítettek. Speciális fonalakra volt ugyanis szükségük a „Bob” márkájú svájcisapkák, gyapjúharisnyák, gyapjúpulóverek, mellények és az ún. berliner kendők gyártásához. A volt a céljuk, hogy hulladék ne hagyja el a gyárat, mindent igyekeztek újra feldolgozni. Sokrétű gyártmányválasztékuk különböző fajta kötőgépeket igényelt. Később a svájcisapka-gyártást önálló részvénytáraságba szervezték, amelynek szintén a Sparber testvérek voltak a főrészvényesei. (Rajtuk kívül abban az időben a hódmezővásárhelyi Kokron-gyár és a Kőszegi Nemez és Posztó Rt. gyártott svájcisapkát, és hogy egymást ne zavarják, az 1930-as évek közepén kartellt alakítottak, amelyben a termelés mennyiségét, minőségét és a termékek árát is meghatározták.)
1938-ban – már a háborús készülődés jegyében – bővítették a fonodát és finomabb fésült fonalak gyártására tették alkalmassá, mert finomabb és korszerűbb – már gépi hajtású – síkkötőgépeket szereztek be, berendezkedtek fonalszínezésre.
A háború alatt a gyár sorsa hasonló volt, mint a legtöbb másik kötöttárugyáré: katonai parancsnokság alá került, a nyilas uralom idején kifosztották, és amikor 1945. január 8-án a szovjet csapatok elfoglalták, csak romokat és berozsdásodott, álló gépeket találtak.

## A háború utáni helyzet
A háború és Budapest ostroma a kötöttárugyárakban is jelentős károkat okozott. Volt, amelyik teljesen megsemmisült, volt amelynek épületei mentek tönkre, volt ahol a gépeket vagy azok egy részét Németországba szállították. Általános volt, hogy a háború végére kirabolt üzemek és raktárak, romos épületek, részben vagy egészben tönkrement gépek fogadták a bevonuló szovjet csapatokat. A tulajdonosok, gyárigazgatók kevés kivétellel nem tértek vissza Magyarországra, így sok helyen hiányzott a szakszerű vezetés is. A korábban német vagy osztrák tulajdonú gyárak élére szovjet igazgatót neveztek ki és ezek a cégek csak az államosítás után kerültek vissza a magyar állam tulajdonába.
A megmaradt és újjáépített, újra beindított gyárak is állandó nyersanyag- és alkatrészhiánnyal küszködtek. Többnyire jelentős részben a Szovjetunió számára végeztek bérmunkát jóvátétel fejében, amihez a Szovjetunióból szállították a nyersanyagot, főleg pamutot. A hazai fonodák elsősorban a szövőgyárak fonalellátását biztosították, bár azok is rászorultak a szovjet nyersanyagra. A termelés másik része a belföldi szükséglet ellátását szolgálta, hiszen erre óriási igény volt.
Az 1945-ös statisztikai kimutatások szerint 104 nagyobb kötőipari vállalat és üzem működött az országban, amelyek közül 18-ban haladta meg a foglalkoztatottak száma a százat. Ezeket 1948. március 28-án állami tulajdonba vették. Az ennél kisebb létszámú vállalatok államosítására 1949-ben került sor, közülük 63-at a nagyobb állami vállalatokhoz csatoltak. A fennmaradó 23 kisüzem tulajdonosa mint önálló kisiparos dolgozhatott tovább, ezekből alakultak ki később a kötőipari szövetkezetek (pl. a Dux Kötőipari Szövetkezet vagy a Budapesti Háziipari Szövetkezet és mások).
1948-ban a kötőiparban két központ alakult, a Harisnyaipari Központ és a Kötszövőipari Központ. Mivel azonban a vállalatoknál többnyire mind harisnyagyártás, mind egyéb kötöttárugyártás egyaránt folyt, a két központot röviddel megalakulásuk után, 1949-ben Kötő-hurkolóipari Központ néven összevonták.
A vállalatok össztermelése 1955-re elérte, sőt egyes termékeknél kissé meg is haladta az 1938-as szintet és megindult az akkor Európában még újdonságnak számító nylonharisnya-gyártás is. A kötőipari vállalatok száma az 1938. évi 95-ről az összevonások és egyes, tovább nem fejleszthetőnek minősített üzemek felszámolása folytán 13-ra, az ipartelepek száma 18-ra csökkent, az egy vállalatra eső átlagos létszám 113-ról 806-ra emelkedett. Megtörtént a termelés és a géppark koncentrációja, az iparirányítás centralizálása. Komoly nehézségeket okozott azonban továbbra is a nem megfelelő fonalellátás, mert a hazai fonodák – mind a pamut-, mind a gyapjúiparban – elsősorban saját szövödéik ellátását tartották szem előtt. (Ez a helyzet azután még igen sokáig fennmaradt és még az 1980-as években is jellemző volt. A kötöttárugyáraknak – amelyek a szövőiparban használatos fonalaktól sok esetben némileg eltérő minőséget kívánnak meg – kevés jutott.) A kötőipar ezért igen nagy mennyiségű import – főleg nyugat-európai származású – fonal beszerzésére kényszerült. Sújtotta az ipart a vállalatvezetők szakértelmének hiánya, ami ezeken a posztokon sok személycserével járt, illetve arra késztette őket, hogy pótlólag folytassanak megfelelő tanulmányokat az egyetemeken, főiskolákon. A géppark korszerűsítésére elsősorban az akkori Német Demokratikus Köztársasággal (NDK) kötött szerződések adtak lehetőséget, ahol a TEXTIMA vállalatcsoport jelentős fejlesztéseket végzett egyebek között a kötő- és varrógépek terén is. Magyarországon létrehozták a Kötőipari Gépjavító Vállalatot, ahol gépalkatrészek gyártása mellett saját konstrukciójú síkkötőgépek gyártása is folyt, valamint a Könnyűipari Alkatrészgyártó és Ellátó Vállalatot (KAEV), amely konfekciógép-alkatrészek ill. saját konstrukciójú konfekciógépek készítésével foglalkozott.
1949-től Dél-Magyarországon kísérletek folytak a gyapottermesztés meghonosítására, ennek keretében Hódmezővásárhelyen egy gyapotegrenáló üzemet is felépítettek. Minthogy azonban a kísérletek nem jártak eredménnyel és abbamaradtak, ezt az épületet 1955-ben egy új kötöttárugyár, a Hódmezővásárhelyi Divat Kötöttárugyár (HÓDIKÖT) céljára alakították át, amelyhez azután a városban 1889 óta működött Kokron-féle kötöttárugyárat is hozzácsatolták.
Az 1960-as évtizedben a kötőipar világszerte nagyarányú fejlődést élt meg és ez Magyarországon is éreztette hatását. Ez vezetett oda, hogy az iparvezetés jelentős termékszerkezet-váltást tartott szükségesnek a korszerű termékek fejlesztésének irányában. A Budapesti Harisnyagyár területén – és szervezetileg is ide kapcsolva – létrehozták a kötőipar központi festő-kikészítő üzemét. Ugrásszerű minőségváltozást az 1970–1980 közötti – bár sajnos teljességében nem megvalósult – ún. textilipari rekonstrukció keretében értek el, amikor lehetővé tették a géppark és az infrastruktúra korszerűsítését, a vállalatok vidéken új gyárakat, telephelyeket létesítettek, Kiskunhalason 1973-ban megalapították a Halasi Kötöttárugyárat, mint önálló vállalatot. Több szövőipari vállalat is berendezkedett kötött kelmék gyártására. Ebben az időszakban a textilipari technológiák közül a kötőipar fejlődése volt a legnagyobb mértékű: az ezzel az eljárással készült termékek mennyisége 11 százalékponttal növekedett [6] és korszerűsítésük, minőségjavulásuk nem utolsósorban a központi festő-kikészítő üzem létrehozásának volt köszönhető.

## A Budapesti Finomkötöttárugyár
A korabeli iparvezetés 1963-ban megszüntette a Könnyűipari Minisztérium keretében korábban működött iparigazgatóságokat, köztük a Kötszövőipari Igazgatóságot is, és a textilgyárak felügyeletét a minisztérium különböző főosztályaihoz rendelték. Ezzel párhuzamosan a textilgyárak, és köztük a kötöttárugyárak további összevonását és korszerűsítését határozták el. Ennek keretében alakult meg a Budapesti Finomkötöttárugyár (közismert rövidítésével: BFK) is, a bevezetőben említett vállalatok egy szervezetbe vonásával. A vállalat vezetésével a Kötszövőipari Igazgatóság korábbi főmérnökét, Bárány Istvánt bízták meg, aki nyugdíjba vonulásáig végezte ezt a munkát. A vállalat központját Zuglóban alakították ki.
A Budapesti Finomkötöttárugyár (BFK) az ezt követő években nagyarányú fejlesztéseket végzett. 1965-ben átvette a Balassagyarmati Kézműipari Vállalatot, majd 1967-ben a helyi tanács által irányított debreceni Kötszövő Vállalatot, 1978-ban pedig Mátészalkán új gyáregységet hozott létre.
Az 1970-es évek végén megkezdődött a fejlesztés intenzív szakasza:
- különböző kiegészítő gépeket érintő fejlesztése, amelyek a meglévő kapacitások termelékenységét emelték (a szabászati előkészítés és a szabászat korszerűsítése, a varrógéppark cseréje, elektronikus vezérlésű sík- és körkötőgépek beszerzése);
- a fokozatosan változó bel- és külpiaci igények figyelembe vételével a termékszerkezet korszerűsítése (a körkötött termékek arányának növelése, a felhasznált alapanyag-összetétel és a fonalfinomság ezeknek megfelelő alakítása, akkor nálunk újdonságnak számító színezési és kikészítési technológiák bevezetése);
- a termelés sokoldalúbbá tétele a sorozatnagyságok csökkentésével (a modellek, színek számának növelésével, olasz és magyar textil- és ruhatervezők alkalmazásával), egyúttal áttérés az alsó középkategóriás termékek gyártásáról a magasabb kategóriájú, egyes esetekben kifejezetten exkluzív termékekre. A vállalat saját textilanyag- és divattervező iparművészeket foglalkoztatott, közöttük többen is vannak, akiket azóta is a neves tervezőművészek között tartanak számon;
- a gazdaságosan gyártható termékszerkezet érdekében olyan termékválaszték kialakítása, amely mind a belföldi, mind az export piacok minőségi követelményeit ki tudta elégíteni. A vállalat termékeit a belföldi kereskedelem mellett igen jelentős részben a Szovjetunióban és néhány más kelet-európai országban, valamint Nyugat-Európában (az akkori Német Szövetségi Köztársaságban, Nagy-Britanniában, Franciaországban, Hollandiában) ill. Kuvaitban értékesítették. Megindult a katalógus-áruházakkal folyó együttműködés is.

A vállalat gyáregységei termelési kooperációban működtek, voltak konfekcionálásra specializálódott, valamint kötödével és saját konfekcióüzemmel egyaránt rendelkező üzemei is. Gyártmányai felsőruházati célra gyártott körkötött ill. síkkötött és síkhurkolt termékek voltak. A kelmék kikészítését részben a Budapesti Harisnyagyár területén létesített Kötszövőipari Központi Festő-kikészítő Üzem, részben az 1978-ban a rákospalotai gyárban újonnan létesített, saját festő-kikészítő üzem végezte, a darabárukat (kötött ruhákat és kosztümöket, pulóvereket, mellényeket, férfizakót, blúzokat, ingpulóvereket, szabadidő-ruházati cikkeket, bébi- és gyermekruhákat stb.) a vállalat saját budapesti ill. vidéki konfekcióüzemeiben állították elő. Készítettek és méteráruként értékesítettek emellett bútorhuzat-kelméket és férfi- és női kabátanyagokat is. A rákospalotai gyárban saját felhasználásra akrilfonal-terjedelmesítő gépeket is működtettek. A Budapesti Harisnyagyárral együttműködve eleinte síkhurkolt felsőruházati termékeket is készítettek. Miután azonban a Budapesti Harisnyagyár a Vihar utcai telephelyet kereskedelmi célokra kívánta felhasználni, a síkhurkológépeket 1983-ban áttelepíteték a rákospalotai gyárba, ahová azokat a gépeket működtető munkások is követték. Később azonban a síkhurkolás már nem volt versenyképes az igen gyors fejlődést felmutató síkkötéssel és így ezeket a gépeket leszerelték és a síkhurkolt termékek gyártása a BFK keretében megszűnt. (Ilyen termékeket azután már csak a sokkal korszerűbb gépekkel rendelkező HÓDIKÖT gyártott.) A rákospalotai gyárban ehelyett meghonosították az akkor megjelent újdonságnak számító, keletnémet (TEXTIMA) gyártmányú kör-síkkötőgépeket, amelyeken a síkkötött termékek kelméje a korábbi gépeknél sokkal nagyobb termelékenységgel voltak előállíthatók.
A textilipari rekonstrukció keretében, az 1970-es években a BFK számos korszerű, új kötő-, színező-, nyomó-, kikészítő- és konfekciógépet vásárolt. Ekkoriban a vállalat mintegy 4000 főt foglalkoztatott.
Az 1980-as években a vállalat folyamatosan fejlődött, a géppark korszerűsítése a piaci igények jobb kielégítése érdekében meghozta gyümölcsét. A vállalat négy gyáregysége, az alapanyag-ellátást biztosító zuglói és rákospalotai, valamint a konfekcionálást végző balassagyarmati és mátészalkai gyár kiválóan együttműködött, ami biztosította a rendelések pontos és határidőre történő teljesítését. Emellett a vállalat minden évben folyamatosan eleget tett a cég által a textilipari rekonstrukció során felvett állami kölcsöntörlesztési kötelezettségeinek, munkát és létbiztonságot adott több ezer embernek. Az évtized közepétől a vállalat erőteljesen növelni tudta piaci pozícióit az USA-ban és Nyugat-Európában, megkezdődött az anyagos bérmunka konstrukciók szervezése, amelyek a teljes gyártási folyamatban (kötés—színezés-kikészítés—szabászat—varrodai műveletek) elősegítették a technológiai fejlődést.
A műszaki, kereskedelmi és gazdasági „szárnyalásnak” az 1988. évi APEH-revízió vetett véget, amely az 1986. és 1987. évekre vonatkozólag 4,5 milliárd forint adóhiányt és bírságot mutatott ki. Az összeg nagyságrendje mintegy 3 évnyi árbevétellel ért fel és alapvetően a szovjet exporttámogatások (olajimport/feldolgozóipari áruszállítások elszámoló árai) bonyolult számításaiból adódott. A vállalat új vezetése külső szervezet igénybevételével egy hónap alatt újraszámoltatta az adatokat, aminek eredményeként a hiba 95 millió forintra apadt. Az APEH helyt adott a vállalat fellebbezéseinek és javaslatára a Minisztertanács törölte az adóhiányt és a bírságot.
A cég fennmaradása és terheinek megosztása érdekében – a textilipari vállalatok között elsőként – 1988 decemberében radikális szervezeti átalakítást hajtott végre:
- három gyárából külső tőke bevonásával (a Magyar Gyapjúfonó és Szövőgyár közreműködésével) megalakította a Balassagyarmati Finomkötött Rt.-t, a Mátészalkai Finomkötött Rt.-t és a rákospalotai színező-kikészítő üzemből alakult Colorit Rt.-t;
- a részvénytársaságok apportként a termelőgépeket kapták, amelyeket működtetniük és a szakembereket foglalkoztatniuk kellett;
- az építményeket az állami tulajdonban levő Budapesti Finomkötöttárugyártól bérelték és tőle együttműködési szerződés keretében technológiai, kereskedelmi, pénzügyi és egyéb szolgáltatásokat vásároltak;
- a vállalat különböző hiteleinek és egyéb tartozásainak törlesztéséről 1989 januárjában ugyancsak a vállalat és a részvénytársaságok közötti együttműködési szerződésben állapodtak meg;
- a körkötött kelmék gyártása és értékesítése megmaradt a BFK hatáskörében, a síkkötött termékek azonban veszteségessé váltak, ezt az üzletágat a gépekkel, a forgóeszközökkel és a rendelésállománnyal együtt 1989-ben eladták a Loretta Kft.-nek, amely 90 volt BFK-dolgozónak biztosított munkalehetőséget.

Mindezen intézkedések eredményeként a vállalat és a részvénytársaságok együttes erőfeszítése révén törleszteni tudták a vállalat adósságait.
A konfekciómunkát végző részvénytársaságoknál egyre növekedett a bérmunkavégzés részaránya a teljes termelésben. Ehhez mind kevésbé igényelték a BFK segítségét. Ugyancsak nehézségeket okoztak az „anyavállalatnak” a Colorit Rt. növekvő bérmunkadíjai, amelyek a kelmék színezési-kikészítési költségeit terhelték. Mindez nehéz helyzetbe hozta a BFK termelő tevékenységét, ami miatt az lett volna az észszerű, ha nem ragaszkodnak a központi elosztó szerephez és eladták volna mind a termelő gépeket, mind a különböző szolgáltatói tevékenységeket – de nem ezt tették. A vállalat felszámolás alá került, amelynek elhúzódása a vagyon felélését és a vállalat felszámolásához vezetett. A BFK-ból alakult részvénytársaságok a privatizációt követően – ha erősen megváltozott formában és néven is – még ma is működnek.
A Budapesti Finomkötöttárugyár mindvégig elsősorban női, férfi- és gyermek-felsőruházati kötöttáruk gyártásával foglalkozott, beleértve a csecsemőruházatot is, és ezek gyártását – mind műszaki, mind minőségi és esztétikai szempontból – igen magas színvonalra emelte. Ebben a gyártmánycsoportban a BFK volt az ország legnagyobb termelő vállalata és ehhez képest igen bő választékot kínált, amely nagyon nagy népszerűségnek is örvendett a vásárlóközönség körében. Virágkorában – az 1970–1985 közötti években – rendszeresen nagy sikerrel szerepelt a különböző hazai és külföldi bemutatókon, vásárokon.